# تاکه‌زاکی سوئه‌ناگا

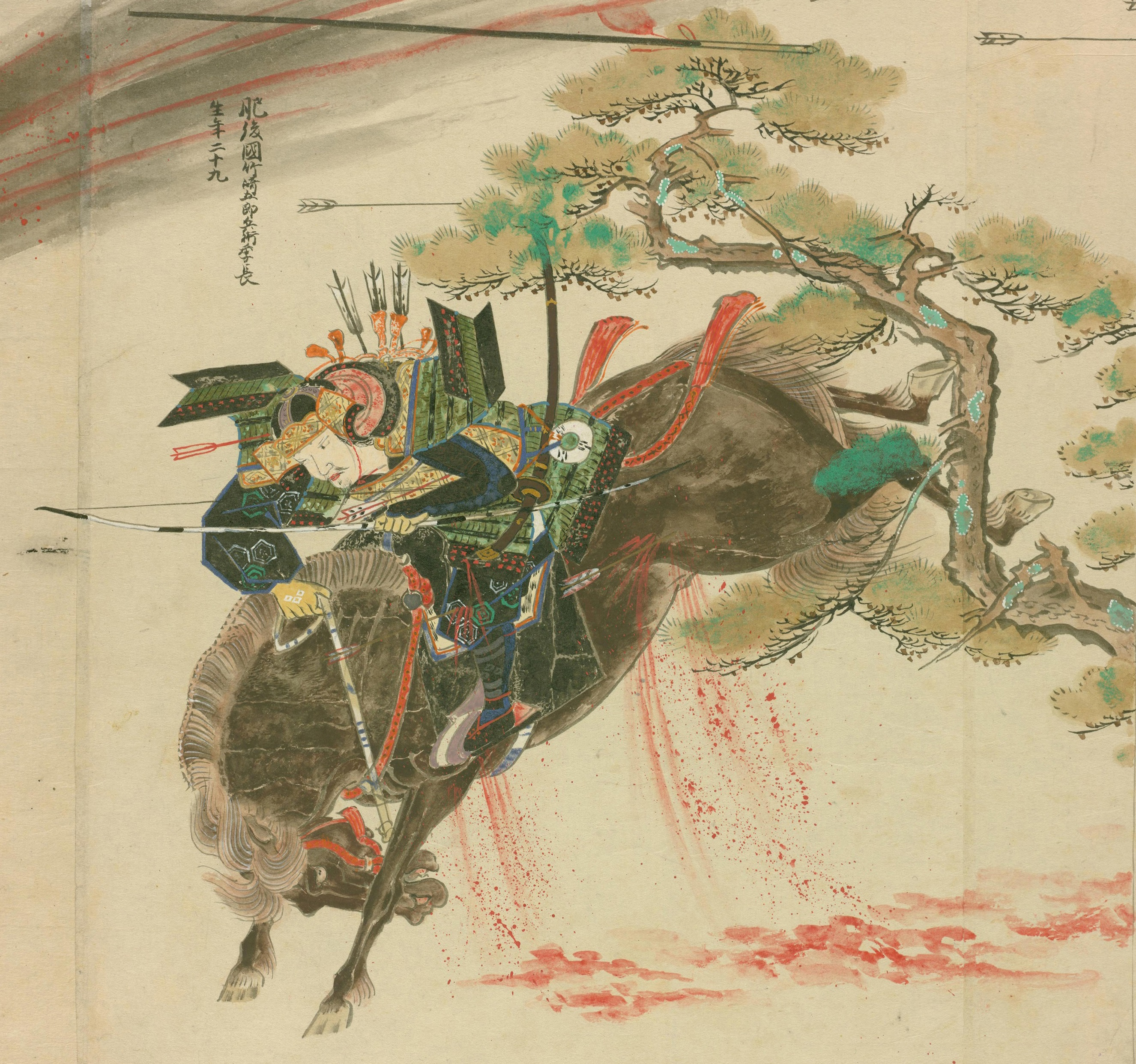
سوئه‌ناگا

تاکه‌زاکی سوئه‌ناگا (به ژاپنی: 竹崎季長 たけさき すえなが, Takezaki Suenaga) زمان حیات (۱۳۱۴–۱۲۴۶ میلادی) یکی از سامورائی‌هایی بود که در دوره کاماکورا در حمله مغول به ژاپن یا جنگ گنکو شرکت کرده بود. سوئه‌ناگا به عنوان کسی که تصاویر جنگیدن خود را جنگ گنکو در دو طومار نقاشی به تصویر کشید شهرت دارد. این دو طومار تاریخی موکو شورای اکوتوبا نامیده می‌شود و هم‌اکنون در کاخ امپراتوری توکیو نگهداری می‌شود.

## نگارخانه

قسمت پیشین طومار اول

قسمت پیشین طومار دوم

قسمت پسین طومار سوم

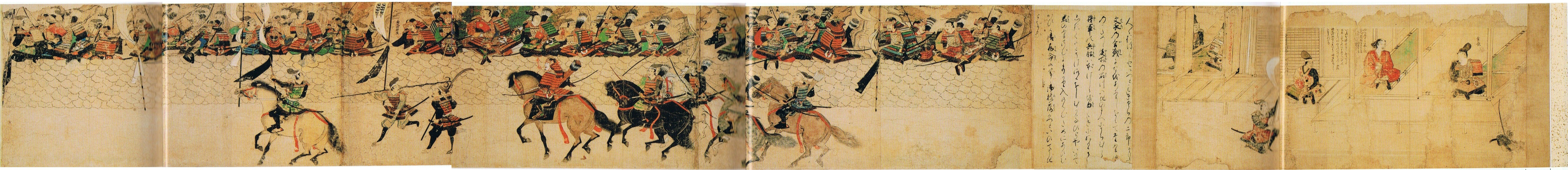
قسمت پسین طومار اول

قسمت پسین طومار دوم

قسمت پیشین و پسین طومار سوم